# 陳依齡
陳依齡（Irene Chan，1952年8月11日—）是香港女演員和歌手，出生於中國大陸。陳依齡的父親陳燧棠是中國國民黨黨員，全家人於1954年逃往香港。她是教育家和旅日歌手陳美齡及陳㬢齡的大姐。
陳依齡在1970年前後簽約香港邵氏公司參與多齣电影，也在多套電視連續劇演出。1971年她赴日本留學，在藝能學院東寶學習演出。作為歌手，她通過香港麗風唱片出版《誰能替我傳心意》等幾張專輯唱片。赴日本后雖然也與華納先鋒簽約，出版《戀愛夜來香》、《剝花瓣》、《薔薇的誓言》等單曲唱片，可銷量不盡人意。1972年，她妹妹陳美齡也與華納先鋒簽約赴日本發展，她注力於妹妹活動上的後援，自己則不演出了。後來她回香港作為電視節目制作人活動，也赴加拿大留學，于1978年結婚，現在作為家庭主婦在香港生活。

## 演出作品

### 電影
- 1968年《女兒國》(The Land of Many Perfumes)　導演：何夢華
- 1968年《三燕迎春》(Three Swinging Girls)
- 1969年《玉女親情》(A Place To Call Home)　導演：呉家驤
- 1969年《桃李春風》(Dark Semester)
- 1971年《我愛金龜婿》(I love the golden turtle son-in-law)　導演：井上梅次
- 1971年《玉女嬉春》(The Yellow Muffler)　導演：井上梅次
- 1972年《年輕人》(Young People)　導演：張徹
- 1972年《愛》(Love)　導演：程剛
- 1972年《叛逆》(Generation Gap)　導演：張徹
- 1974年《燕飛翔》　導演：郭清江
- 1974年《我在戀愛》　導演：郭清江
- 1974年《洪拳與詠春》(Shaolin Martial Arts)
- 1975年《阿福走天涯》(The Stupid Salor, Ah Fook)
- 1976年《田園》(客串)

### 電視
麗的電視
- 1973年《月光溪之戀》
- 1974年《燕飛翔》
- 1974年《金粉世家》
- 1974年《殞星》
- 1974年《不要說再見》
- 1976年《祥林嫂》